# Le Trou normand
Pour les articles homonymes, voir Trou normand et Trou.
Pour plus de détails, voir Fiche technique et Distribution.
Le Trou normand est un film français réalisé par Jean Boyer, sorti en 1952.

## Synopsis
Hippolyte Lemoine (Bourvil) est un benêt d'une trentaine d'années, naïf à l'esprit enfantin, vivant dans un village de Normandie (Courteville — nom fictif — La Vieille-Lyre en réalité, à 35 km d'Évreux). Lorsque son oncle Célestin meurt, il lègue par testament à Hippolyte sa fortune et son auberge (« Le Trou Normand »), mais à la condition expresse que celui-ci obtienne son certificat d'études primaires dans l'année en cours.
Pour atteindre son but, il devra déjouer les manigances de sa tante Augustine (belle-sœur et maîtresse du défunt) qui croyait hériter à sa place et cherche à le faire échouer en se servant de sa fille Javotte (Brigitte Bardot). Il est soutenu par de nombreux habitants du village, dont le maire, l'instituteur, et surtout la fille de ce dernier, elle aussi institutrice, Madeleine, sous le charme de laquelle Hippolyte va tomber.

## Fiche technique
- Titre : Le Trou normand
- Réalisation : Jean Boyer, assisté de Robert Guez, Jean Bastia
- Scénario : Arlette de Pitray (arrière-petite fille de la comtesse de Ségur)
- Adaptation : Arlette de Pitray, Jean Boyer
- Dialogue : Arlette de Pitray
- Décors : Robert Giordani, assisté de Jean Mandaroux et J. d'Oviedo
- Photographie : Charles Suin
- Opérateur : Marcel Franchi, assisté de Castagnier et Jacques Chotel
- Musique : Paul Misraki
- Chanson : Les Enfants fan fan… , paroles de Jean Boyer
- Son : William-Robert Sivel, assisté de Arthur Van der Meeren et Pierre Zann
- Montage : Fanchette Mazin, assistée de Arlette Lalande
- Tournage : du 12 mai au 26 juin 1952 à Conches-en-Ouche et à La Vieille Lyre dans l'Eure, où subsiste le bâtiment de l'auberge "Le Trou Normand" (aujourd'hui gite communal, place de l'Église, à côté du monument aux morts).
- Maquillage : Jean Ulysse, Yvonne Barie
- Photographe de plateau : Robert Joffres
- Script-girl : Cécile Malbois
- Régisseur : André Guillot
- Régisseur extérieur : Charles Auvergne
- Production : Cité Films Fidès
- Chef de production : Jacques Bar
- Secrétaire de production : Simone Chotel
- Directeur de production : Walter Rupp
- Distribution : Victory Films, Yunig Films
- Pays :  France
- Format : Noir et blanc, puis colorisé
- Genre : Comédie
- Durée : 85 minutes
- Date de sortie : 
  - France : 7 novembre 1952
- Affiches : Henri Cerutti, Roger Rojac (France)

## Distribution
- Bourvil : Hippolyte Lemoine
- Jane Marken : Augustine Lemoine, la tante, charcutière
- Brigitte Bardot : Javotte Lemoine, la cousine
- Pierre Larquey : Testu, le bistrotier
- Jeanne Fusier-Gir : Maria Courtaine
- Nadine Basile : Madeleine Pichet, la fille de l'instituteur
- Georges Baconnet : M. Pichet, l'instituteur
- Noël Roquevert : le docteur Aubert, le maire
- Roger Pierre : Jean Marco, l'imprésario
- Albert Duvaleix : Maître Poussin, le notaire
- Léon Berton : le clerc de notaire
- René Worms : le préfet
- André Dalibert : Firmin, ami de Testu
- Marcel Méral : l'ami de Firmin
- Marcel Charvey : l'automobiliste snob
- Janine Clairville : la femme de l'automobiliste
- Florence Michael : Louisette, la copine de Javotte
- Jean-Pierre Lorrain : petit ami de Louisette
- Jacques Deray : Duval, un journaliste
- Guy Saint-Clair : l'ami de Jean Marco
- Pierre Naugier : le facteur
- Jack Ary : Bricourt, un journaliste (non crédité)
- Charles Noyon: un conseiller municipal

## Commentaire
- C'est la première apparition à l'écran de Brigitte Bardot, alors âgée de presque 18 ans.
- Le tournage du film s'est déroulé principalement dans les communes de La Vieille-Lyre, de La Neuve-Lyre et de Conches-en-Ouche situées dans le département de l'Eure.

## Sortie vidéo
Le film sort en DVD le 1er avril 2020 dans la collection Gaumont Découverte DVD.
Le film sort en Blu-ray le 22 septembre 2021 chez Gaumont.